# Jamelna
Jamelna – wieś na Ukrainie w rejonie jaworowskim należącym do obwodu lwowskiego. Liczy 449 mieszkańców.
W dwudziestoleciu międzywojennym w gminie Domażyr powiatu gródeckiego w województwie lwowskim. W 1921 roku liczyła 661 mieszkańców, w równym stosunku Polaków i Ukraińców. Polacy mieszkali w osobnej kolonii Mazurówka.
29 września 1944 roku nacjonaliści ukraińscy dokonali w Jamelnej zbiorowego mordu na Polakach; zabijano bez względu na płeć i wiek. Raport sowiecki z tego zdarzenia mówi o 52 ofiarach, prokuratorzy IPN przytaczają liczbę 60 ofiar. Rąkowski oraz Siekierka, Komański i Bulzacki piszą o 75 zabitych. Łącznie w różnych okolicznościach w 1944 r. członkowie OUN - UPA zamordowali 102 Polaków. 
We wsi znajduje się kaplica rzymskokatolicka.